# Jonas Schweigart
Jonas Schweigart (* 5. September 1996 in Wilhelmshaven) ist ein deutscher Handballspieler mit der Rückennummer 24. Er spielt auf der Position Rückraum Mitte für den Wilhelmshavener HV in der 3. Liga.

## Privates
Jonas Schweigart ist in Wilhelmshaven aufgewachsen und machte sein Abitur an der Cäcilienschule Wilhelmshaven.

## Karriere

### Jugend
Jonas Schweigart durchlief alle Jugendabteilungen der JSG Wilhelmshaven und krönte seine Jugendkarriere mit der Oberliga Meisterschaft des Niedersächsischen Handball-Verbandes in der Saison 2013/14. Gleichzeitig war Schweigart für die Landesauswahl des niedersächsischen Verbandes aktiv und spielte mehrere Spielzeiten mit Talenten des Jahrgangs 1996 um den Länderpokal.

### HSG Varel-Friesland
Nach seinem zweiten A-Jugend Jahr erhielt Schweigart seinen ersten Profivertrag bei der HSG Varel-Friesland in der 3. Liga. Zunächst als Ergänzungsspieler eingesetzt, entwickelte sich das Talent zu einer immer wichtiger werdenden Kraft für die Vareler Offensive und konnte mit zahlreichen Vorlagen und Toren den 12. Tabellenplatz erreichen.

### OHV Aurich
Nach seiner ersten Saison im Herrenbereich entschied sich Schweigart zu einem Wechsel zum Wilhelmshavener HV, der in der vorigen Saison in die 2. Bundesliga aufsteigen konnte. Mit einem Zweitspielrecht ausgestattet, lief der Rechtshänder jedoch zumeist für den OHV Aurich in der 3. Liga auf, wo er sich schnell zu einem wichtigen Stammspieler entwickelte. Als Kopf der Mannschaft, brachte es Schweigart zu 114 Saisontoren und setzte seine Mitspieler mit vielen Anspielen geschickt in Szene und erreichte mit dem OHV den Klassenerhalt. Zudem wurde Schweigart drei Mal in der 2. Handball-Bundesliga beim Wilhelmshavener HV eingesetzt.

### Wilhelmshavener HV
Nach zwei Jahren in der 3. Liga, erhielt Schweigart für die Saison 2016/17 einen Vertrag für die 2. Handball-Bundesliga beim Wilhelmshavener HV ohne Zweitspielrecht. In dieser Saison kam Schweigart nur zu wenigen Kurzeinsätzen und brachte es zu 3 Toren in der Liga. 
Um mehr Spielpraxis zu bekommen, entschied man sich zum Saisonende, das sich zuvor bewährte Zweitspielrecht mit dem OHV Aurich wieder aufzunehmen. Daher spielte der Mittelmann in der Saison 2017/18 primär beim OHV in der 3. Liga und unterstützte den WHV weiterhin mit Kurzeinsätzen in 2. Bundesliga. 2022 wechselte Schweigart wieder komplett zum Wilhelmshavener HV, der mittlerweile in der 3. Liga spielt.

## Saisonbilanzen
| Saison    | Verein              | Spielklasse   | Spiele | Tore | 7 m     | Feldtore | Gelbe Karten | 2 min | Rote Karten |
| --------- | ------------------- | ------------- | ------ | ---- | ------- | -------- | ------------ | ----- | ----------- |
| 2014/2015 | HSG Varel-Friesland | 3. Liga Nord  | 29     | 22   | (0/0)   | 22       | 2            | 1     | 0           |
| 2015/2016 | OHV Aurich          | 3. Liga West  | 28     | 114  | (43/57) | 71       | 3            | 2     | 0           |
| 2015/2016 | Wilhelmshavener HV  | 2. Bundesliga | 3      | 0    | 0       | 0        | 0            | 0     | 0           |
| 2016/2017 | Wilhelmshavener HV  | 2. Bundesliga | 14     | 3    | 0       | 3        | 0            | 1     | 0           |
| 2017/2018 | OHV Aurich          | 3. Liga West  |        |      |         |          |              |       |             |
| 2014–2018 |                     | gesamt        | 61     | 13   | (43/57) | 96       | 5            | 4     |             |

## Erfolge
- A-Jugend Meister der Oberliga (HVN) 2013/14